# LET L-33 Solo
Dimensions
Le LET L-33 Solo est un planeur tchécoslovaque monoplace monoplan à aile haute, conçu par Marian Meciar et Vaclav Zajic puis produit par Let Kunovice (LET). Il réalisa son premier vol en 1992 et est en service depuis 1993, proposé à la vente comme aéronef « prêt à l'emploi »,,.

## Conception et développement
Le L-33 fut développé comme une « étape monoplace logique » pour les débutants et apprentis pilotes, afin de les familiariser avec le vol en solo après une première phase entraînement sur le LET L-23 Super Blaník. Comme celui-ci, il dispose d'une aile cantilever, d'une dérive « en T », mais avec un cockpit monoplace fermé avec une verrière en forme de bulle et un train d'atterrissage monotrace fixe à une seule roue,.
La structure semi-monocoque est constituée de panneaux d'aluminium rivetés noyés dans le fuselage, afin de minimiser la trainée produite en vol. La dérive est recouverte de tissu spécialement traité pour une utilisation aéronautique. Son aile semi-effilée de 14,12 m d'envergure emploie un profil Wortmann FX-60-17A11-182 à l'emplanture, passant à un profil FX-60-126 à l'extrémité. L'aile à une surface de 11 m2 et dispose sur son extrados d'aérofreins de type « Schempp-Hirth »,,.
Le L-33 a été engagé en 1994 dans la compétition de concepts pour la catégorie IGC, mais a perdu face au PZL PW-5 polonais. L'appareil possède un certificat de type (Type Certificate) JAR-22 en Argentine, au Canada, en République tchèque, Allemagne, Hongrie, au Japon, Royaume-Uni et aux États-Unis,,.

## Histoire opérationnelle
En novembre 2012, on dénombrait 92 exemplaires produits de l'appareil, 49 exemplaires ayant été enregistrés aux États-Unis par la Federal Aviation Administration (FAA), 12 exemplaires auprès de Transports Canada et un exemplaire au Royaume-Uni, enregistré auprès de la Civil Aviation Authority.
En avril 2021, il restait 41 exemplaires en service aux États-Unis, 8 exemplaires au Canada et un exemplaire au Royaume-Uni.

### Magazines
: document utilisé comme source pour la rédaction de cet article.
- (en) Robby Bayerl, Martin Berkemeier et al., « World Directory of Leisure Aviation 2011–12 », WDLA UK, Lancaster (Royaume-Uni),‎ 2011 (ISSN 1368-485X).